# Hoffmannseggia drummondii
Hoffmannseggia drummondii är en ärtväxtart som beskrevs av John Torrey och Asa Gray. Hoffmannseggia drummondii ingår i släktet Hoffmannseggia och familjen ärtväxter. Inga underarter finns listade i Catalogue of Life.